# Gabriel Ascencio

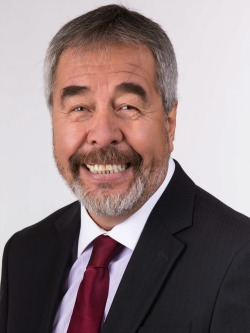
Gabriel Ascencio Mansilla (2018)

Gabriel Héctor Ascencio Mansilla (* 25. Oktober 1953 in Coyhaique) ist ein chilenischer Politiker der Christdemokratischen Partei PDC (Partido Demócrata Cristiano de Chile), der unter anderem von 1990 bis 1993 Gouverneur der Provinz Chiloé, zwischen 1994 und 2014 Mitglied der Abgeordnetenkammer (Cámara de Diputados), der zweiten Kammer des Nationalkongresses (Congreso Nacional), sowie von 2005 bis 2006 Präsident der Abgeordnetenkammer war. Er fungierte zwischen 2014 und 2017 als Botschafter in Ecuador und war von 2018 bis 2022 abermals Mitglied der Abgeordnetenkammer.

## Leben
Gabriel Héctor Ascencio Mansilla, dessen Vater als Suboficial mayor im Heer (Ejército) diente, besuchte  aufgrund der beruflichen Tätigkeit seines Vaters verschiedene Grund- und Sekundarschule wie zuletzt das Gymnasium Liceo 10 in Santiago de Chile sowie das Colegio San Luis in Antofagasta. Bereits als Schüler begann er 1968 sein politisches Engagement in der Juventud Demócrata Cristiana, der Jugendorganisation der Christdemokratischen Partei PDC (Partido Demócrata Cristiano de Chile). Nach einem Studium der Politik- und Verwaltungswissenschaften nahm er ein Studium an der Fakultät der Rechtswissenschaften der Universidad de Chile auf. Während seiner Studienzeit war er in Punta Arenas und Santiago Basketballspieler. Nach Abschluss des Studiums und seiner anwaltlichen Zulassung begann er eine Tätigkeit als Rechtsanwalt. Er arbeitete für das Vikariat der Solidarität (Vicaría de la Solidaridad) und wurde 1985 Koordinator der Menschenrechtsabteilung des Bistums San Carlos de Ancud in Chiloé. Anfang der neunziger Jahre gründete er zusammen mit anderen Partnern das Zentrum für Entwicklungsstudien (Centro de Estudios para el Desarrollo) in Chiloé. Während der Amtszeit von Staatspräsident Patricio Aylwin fungierte er zwischen 1991 und 1993 als Gouverneur der Provinz Chiloé.
Bei der Parlamentswahl am 11. Dezember 1993 wurde Ascencio für die PDC im Wahlkreis Distrito Nº 58 Región de Los Lagos als Nachfolger von Dionisio Faulbaum erstmals Mitglied der Abgeordnetenkammer (Cámara de Diputados), der zweiten Kammer des Nationalkongresses (Congreso Nacional), und gehörte dieser nach seinen Wiederwahlen am 11. Dezember 1997, am 16. Dezember 2001, am 11. Dezember 2005 und am 13. Dezember 2009 vom 11. März 1994 bis zum 11. März 2014 für fünf Legislaturperioden zwanzig Jahre lang an. Während dieser Zeit übernahm er am 6. Januar 2005 von Pablo Lorenzini Präsident der Abgeordnetenkammer und bekleidete das Amt des Parlamentspräsidenten bis zum 11. März 2006, woraufhin Antonio Leal seine Nachfolge antrat. Am 15. Juli 2005 wurde ihm das Großkreuz des portugiesischen Ordens des Infanten Dom Henrique verliehen.
Nach seinem Ausscheiden aus der Abgeordnetenkammer wurde Ascencio im April 2014 von Staatspräsidentin Michelle Bachelet. als Nachfolger von Juan Lira Bianchi zum Botschafter in Ecuador ernannt und verblieb auf diesem diplomatischen Posten in Quito bis zu seiner Ablösung durch Eduardo Tapia am 20. Juli 2017. Bei der Parlamentswahl am 19. November 2017 wurde er für die PDC abermals zum Mitglied der Abgeordnetenkammer gewählt und vertrat nunmehr vom 11. März 2018 bis zum 11. März 2022 den neu geschaffenen Wahlkreis 26° Distrito Región de Los Lagos. Bei der Parlamentswahl am 21. November 2021 trat er nicht erneut für eine Wahl zur Abgeordnetenkammer an. Das Gesetz 21.238 von 2020 hatte festgelegt, dass Abgeordnete nacheinander für bis zu zwei Amtszeiten wiedergewählt werden können. Er war mehrfach Präsident des Sportvereins von Ancud. Er ist mit der Journalistin und Unternehmerin Martha Bayona verheiratet.